# Markus Ketterer
Markus Ketterer, född 23 augusti 1967 i Helsingfors, Finland, är en finländsk före detta ishockeymålvakt som spelade i finländska FM-ligan och svenska elitserien. Han spelade för Jokerit, TPS och svenska elitserielaget Färjestads BK där han var med och blev svensk mästare säsongen 1996/1997. Han representerade även det finländska landslaget vid ett flertal tillfällen.